# Peridea pseudolativitta
Peridea pseudolativitta är en fjärilsart som beskrevs av Wolfgang Dierl 1978. Peridea pseudolativitta ingår i släktet Peridea och familjen tandspinnare. Inga underarter finns listade i Catalogue of Life.